# Districtul Dong Luang
Dong Luang (în thailandeză ดงหลวง) este un district (Amphoe) din provincia Mukdahan, Thailanda, cu o populație de 35.808 locuitori și o suprafață de 1.076,2 km².

## Componență
Districtul este subdivizat în 6 subdistricte (tambon), care sunt subdivizate în 57 de sate (muban).
| Nr. | Nume        | În thailandeză | Sate | Locuitori |  |
| --- | ----------- | -------------- | ---- | --------- |  |
| 1.  | Dong Luang  | ดงหลวง         | 12   | 7,532     |  |
| 2.  | Nong Bua    | หนองบัว         | 8    | 4,412     |  |
| 3.  | Kok Tum     | กกตูม           | 15   | 8,727     |  |
| 4.  | Nong Khaen  | หนองแคน        | 7    | 4,648     |  |
| 5.  | Chanot Noi  | ชะโนดน้อย       | 7    | 5,259     |  |
| 6.  | Phang Daeng | พังแดง          | 8    | 5,230     |  |